# Can You Feel the Love Tonight
"Can You Feel the Love Tonight" é uma canção do filme animado de 1994 da Disney, "O Rei Leão", composta por Elton John com letras de Tim Rice. Foi descrita por Don Hahn (produtor do filme), Roger Allers e Rob Minkoff (diretores do filme) como tendo a "mais diversa história" no filme. Foi um sucesso no Reino Unido, atingindo o pico máximo #14 no UK Singles Chart, #4 nos Estados Unidos na parada musical Billboard Hot 100 e #1 na França, vendendo mais de onze milhões de cópias mundialmente.

## História
A canção foi executada no filme por Kristle Edwards, Joseph Williams, Sally Dworsky, Nathan Lane e Ernie Sabella, enquanto a versão final do título foi realizada por Elton John. Ganhou o Oscar de melhor canção original de 1994, e o Globo de Ouro de Melhor Canção Original. Elton John também obteve o Prêmio Grammy de Melhor Performance Pop Vocal Masculina.
Cerca de um mês e meio antes do lançamento do filme em junho de 1994, a versão de John foi lançada em todas as estações de rádio e como single comercial, entrando na Billboard Hot 100. Tornou-se o single mais vendido. O videoclipe da versão de John contém montagens de John tocando a música intercalando com cenas do filme.
Em 2003, uma versão remixada da música por Elton John foi incluída na trilha sonora da edição especial de O Rei Leão.

## Formatos e faixas
EUA fita cassete/CD single
1. "Can You Feel The Love Tonight" - 3:59

Europa CD single
1. "Can You Feel The Love Tonight" - 3:59
2. "Can You Feel The Love Tonight (Instrumental)" - 3:59

Japão CD single
1. "Can You Feel The Love Tonight" - 3:59
2. "Can You Feel The Love Tonight (Instrumental)" - 3:59
3. "Your Song" - 4:04

Reino Unido CD single
1. "Can You Feel The Love Tonight" - 3:59
2. "Can You Feel The Love Tonight (Instrumental)" - 3:59
3. "Hakuna Matata" - 3:31
4. "Under The Stars (Instrumental)" - 3:43

## Paradas
| Paradas(1994)                                | Posições |
| -------------------------------------------- | -------- |
| Australian ARIA Singles Chart                | 9        |
| Austrian Singles Chart                       | 4        |
| French SNEP Singles Chart                    | 1        |
| German Singles Chart                         | 14       |
| Irish Singles Chart                          | 9        |
| New Zealand RIANZ Singles Chart              | 7        |
| Swedish Singles Chart                        | 2        |
| UK Singles Chart                             | 14       |
| U.S. Billboard Hot 100                       | 4        |
| U.S. Billboard Hot Adult Contemporary Tracks | 1        |
| Paradas (1995)                               | Posições |
| Dutch Mega Top 100                           | 14       |
| Norwegian Singles Chart                      | 4        |
| Swiss Singles Chart                          | 10       |

| Parada (1994)          | Posição |
| ---------------------- | ------- |
| French Singles Chart   | 18      |
| U.S. Billboard Hot 100 | 18      |
| Parada (1995)          | Posição |
| French Singles Chart   | 23      |

## Certificações
| País           | Certificação | Vendas    |
| -------------- | ------------ | --------- |
| Áustria        | Ouro         | 25.000    |
| França         | Ouro         | 500.000   |
| Suécia         | Platina      | 20.000    |
| Estados Unidos | Platina      | 1.000.000 |